# Латини

Італія в 400 р. до н.е

Латини первісно були італійським племенем у Стародавній центральній Італії. Але через те що римська влада колонізувала все більше і більше земель тим самим поширюючи латинську культуру, за часів Римської імперії латинами стали називати переважно латиномовних людей Італії, Галлії, Іспанії та Дакії, бо ці землі були заселені римськими колоністами.
Наприкінці 15–16 століть, через тисячоліття після падіння Західної Римської імперії, з низкою морських відкриттів, спочатку Португалія, потім Іспанія, а потім Франція почали будувати світові імперії в Америці та Індії. Внаслідок американсько-мексиканської війни та остаточної втрати Каліфорнії Сполученими Штатами Америки, з середини 19 століття колишні американські колонії вищезгаданних націй, а також франкомовні райони Америки отримали назву Латинська Америка. А жителі цього регіону с того моменту стали називатися латиноамериканці.

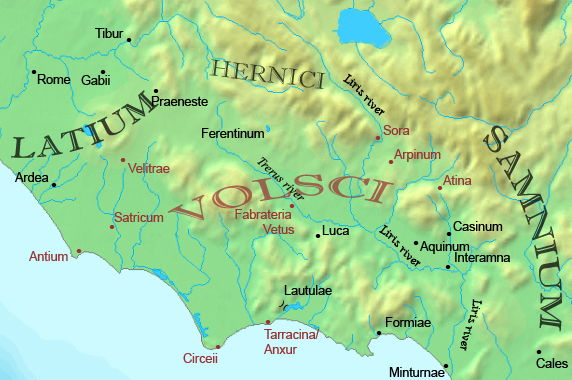
Карта Лаціуму 5 століття до нашої ери (Latium Vetus) та прилеглих регіонів у центральній Італії, які врешті-решт були анексовані Римом, щоб утворити «Новий Лаціум». Альбанські пагорби, регіон раннього латинського поселення (з прибл. 1000 BC) і місце проведення Лаціар, найважливішого латинського громадського фестивалю, розташовані під. Два основних озера регіону, Немі та Альбанус, видно під «I». Показані провідні латинські міста-держави Рим, Тибур (Тіволі), Пренесте (Палестрина), Ардея і Габій.

У 1 тисячолітті до нашої ери латини були стародавнім італійським народом, що проживав у регіоні Лаціум у центральній Італії (Latium Vetus, «Старий Лаціум»). Навіть незважаючи на те, що вони жили в незалежних містах-державах, вони все одно говорили однією мовою (латинською), дотримувались спільних релігійних вірувань і розділяли почуття спорідненості, виражене в міфі про те, що всі латини походять від Латина. Латини покланялися Латину на горі Монс Альбану (Монте Альбано) під час щорічного фестивалю, на якому були присутні всі латиняни, включаючи тих що проживали в Римі. Латинські міста надавали одні одним спільні права проживання та торгівлі на південь від Тибру. Латини складали частку римських жителів. Релігійні установи та культуру римляни запозичували частково від етрусків; римські патриції були галуззю сабінських аристократів; проте римські плебеї походили головним чином латинів.
Латини займалися землеробством, тримали багато худоби, і вони розвинули ті якості, якими відрізняються старанні землероби: вони були енергійні, серйозні, хоробрі, любили порядок; та їх розумовий обрій обмежувався справами сільського життя; коло їхніх понять було вузьке, вони не мали ніяких ідеальних прагнень; їхні думки винятково були зайняті практичними міркуваннями. Вони любили веселитись на своїх сільських святах. На початку історичного часу у латинів було тридцять міст, які користувалися політичною самостійністю, але з'єднані договорами в союз. Метрополією латинських міст вважалася Альбалонга, що стояла на Альбанській горі, дуже старовинне місто з підземними спорудами; вона мала великий вплив на союзні справи, принаймні у воєнний час. Латинський союз був останнім фазою розвитку латинського суспільного побуту. Селища латинів, що виникали з родових зв'язків, об'єднувалися в дрібні громади; потім ці громади з'єднувалися у ширші союзи; кожен союз будував для оборони від ворогів фортецю на пагорбі (капітолій); зрештою, ці приватні союзи з'єдналися в одну федерацію; але зв'язок між ними був досить слабкий. Латини були вільним народом; простолюдини були повноправні громадяни; рабства у латинів не існувало. Мова була одна, одна була і релігія, що полягала у вшануванні природи; однакові були й свята, що мали землеробський характер, та цивільні установи у всіх містах; тому латини почувалися складовими одного народу; але кожне місто мало свій незалежний уряд; у кожному місті був цар, який керував за сприяння ради родоначальників (сенату) та зборів громадян.
Територіальні амбіції Риму призвели до того що решта латинян об'єдналася проти нього в 341 році до н. е., але зрештою Рим переміг у 338 році до н. е. Таким чином деякі латинські держави були включені до складу Римської держави, а їхні жителі отримали повне римське громадянство. Інші в свою чергу стали римськими союзниками і стали користуватися певними привілеями у Римській державі.

## Середньовіччя
Після падіння Західної Римської імперії більшість європейців продовжували дотримуватися «латинської» ідентичності, у розумінні римлян, як членів імперії.
У Східній Римській імперії загалом та в ширшому греко-православному світі термін латиняни використовувався для позначення всіх людей, які дотримувалися у віросповіданні римо-католицького християнства. Загалом на той момент це була негативна характеристика, особливо після розколу 1054 року. Латинська мова й досі використовується православними церковними громадами, проте лише у богословському контексті.
Священна Римська імперія була заснована через багато століть після падіння Риму, але продовжувала хизуватися ім'ям римського народу і вшанувала свого короля титулом «римський король». Проте, треба відзначити, що Священна Римська імперія була значною мірою пов'язана з представниками римсько-німецької корони, хоча її територія була значно більшою, ніж територія нинішньої Німеччини.

## Святилище на Палатинському пагорбі та Латинське свято
У давнину, коли головним заняттям латинів було скотарство, однією з улюблених стоянок пастухів у зимовий час і в сирі весняні дні було те місце на Палатинському пагорбі, де згодом було засновано місто Рим. Ймовірно, тут було й спільне святилище пастухів, що жили по сусідству, мабуть, тут вони справляли свята на честь Марса, Фавна і Фавни, Палеси та інших пастуших божеств; від імені Палеса походить, ймовірно, і назва цього пагорба, «Палатинський». Пастуськими богами Палатинської гори були навіть Румін і Руміна, до присвяченого яким смоківничому дереву були, за переказами, принесені рікою близнюки Ромул і Рем.
У легендах про війни царя Латина та його союзника, троянця Енея, з царем рутульського міста Ардеї Турном, з розбійником на морі царем етруського міста Цере (Агіли) Мезенцієм, і про смерть Енея в битві з Мезенцієм ховаються, можливо, спогади про війни латинського союзу з етрусками через володіння латинським примор'ям.
Під час латинського свята (латинських feriae) на Альбанській горі припинялися будь-які воєнні дії. «У всьому Лаціумі панував мир і був свято; припинялися всі роботи; народ збирався і веселився. Як під час Сатурналій, зникала різниця між панами та рабами; старі та молоді, одягнувши маски, гойдалися на гойдалках, прив'язаних до дерев гаю. В останню ніч свята спалювалися частини тварин, призначені для жертвоприношень; високо піднімаючись, заграва полум'я сповіщало народу Лаціума закінчення веселого союзного торжества».

## Легенда про Ромула та Рема
Чотирнадцятий цар Альба-Лонгі Нумітор був повалений своїм братом Амулієм. Амулій не хотів, щоб діти Нумітора заважали його честолюбним задумам тому знайшов спосіб усунути їх: син Нумітора зник під час полювання, а дочка Рея Сільвія змушена була стати весталкою. На четвертий рік її служіння до неї у священному гаю з'явився бог війни Марс, від якого Рея Сільвія народила двох синів. Розгніваний Амулій наказав покласти немовлят у солом'яний кошик і кинути в річку Тибр. Проте той кошик прибило до берега біля Палатинського пагорба, де немовлят вигодувала вовчиця, а турботи матері замінили два птахи, що прилетіли — дятел і чибіс. Згодом усі згадані тварини стали священними в Римі. Потім двох братів підібрав царський пастух Фаустул. Дружина його, Акка Ларенція, яка ще не втішилася після смерті своєї дитини, прийняла близнюків під свою опіку. Коли Ромул і Рем виросли, вони прийняли рішення повернутися до Альба-Лонги, де їм вдалося дізнатися про таємницю свого походження. Брати вбили Амулія та відновили на римському троні свого діда Нумітора .
Через чотири роки, з волі свого діда, Ромул і Рем вирушили до Тибру шукати місце для заснування нової колонії Альба-Лонга. Якщо вірити легенді, Рем обрав низовину між Палатинським і Капітолійським пагорбами, але Ромул в свою чергу наполягав на тому, щоб заснувати місто на Палатинському пагорбі. Звернення до знамення не допомогло і спалахнула сварка, під час якої Ромул убив свого рідного брата. Покаявшись у вбивстві Рема, Ромул заснував місто, якому вирішив дати своє ім'я (лат. Roma), і став його першим царем . Датою заснування міста вважається 21 квітня 753 до н. е. (Коли навколо Палатинського пагорба плугом була проведена перша борозна). За середньовічною легендою, сином Рема — Сінієм було засновано місто, яке він назвав в честь себе — Сієна.

#### Ромул
Із середини II тис. до н. е. у нижній течії ріки Тибр розселялися латино-сикульські племена — гілка італіків, що прийшли на Апеннінський півострів з придунайських областей регіону на початку II тис. до н. е.  Латини влаштувалися на пагорбах Палатин та Велія, сусідні пагорби зайняли сабіни. Після того, як відбулося об'єднання кількох латинських та сабінських селищ у середині VIII століття до н. е. на Капітолійському пагорбі була побудована спільна для всіх фортеця, що мала назву — Рим.
Етруски були стародавніми племенами, які населяли в першому тисячолітті до н. е. північний захід Апеннінського півострова (тоді там була область — давня Етрурія, сучасна Тоскана) між річками Арно і Тибр і створили розвинену цивілізацію, яка передувала римській цивілізації і мала на неї великий вплив. Як відомо, римська культура успадкувала багато звичаїв і традицій з культури етрусків. Приблизно у ІІ столітті до н. е., внаслідок асиміляції з боку Риму, етруська цивілізація назавжди припинила своє існування.

## Сучасне використання назви

### Латинська Європа
Термін Латинська Європа зазвичай використовується для позначення європейських територій, де живуть італійці, французи, португальці, румуни та іспанці. Їхні культури фактично походять від римлян. Це можна довести двома фактами: перше, ці нації використовують мови з сім'ї романських мов і друге: тут традиційно переважає західне християнство (особливо римо-католицизм).  Сильні римські правові та культурні традиції характеризують вищезгадані нації. Латинська Європа є основною частиною Європи, поряд з Германською Європою та Слов'янською Європою.

### Латинська Америка
З всіх регіонів світу, Америка зазнала справді великого, якщо не сказати найбільшого, впливу від романомовних європейських країн-колонізаторів. Вплив щодо культури, мови, релігії та генетичного внеску в населення. Як вже було зазначено вище, у 19 столітті латиноєвропейський регіон Америки став називатися Латинською Америкою. Цей термін зазвичай використовується вченими для позначення іспаномовних і португальськомовних країн, а саме іспаномовної Америки та Бразилії.

### Лаціо
Лаціо — це центральноіталійський регіон, що вважається батьківщиною латинської цивілізації. Цьому регіону досі вдається зберігати свою латинську ідентичність у сучасній назві регіону — Лаціо (Стародавній Лаціо).

#### Латинська долина
Латинська долина — це регіон в Лаціо, який розташований в східному районі давньоримського Лаціуму (у сучасному світі — це південна провінція Риму й провінція Фрозіноне).